# Jean-Baptiste La Boissière
Jean-Baptiste La Boissière, né le 15 novembre 1729 à Bourg-de-Visa (Tarn-et-Garonne), mort le 29 avril 1809 dans la même ville, est un homme politique de la Révolution française.

## Biographie
En septembre 1792, alors qu'il est juge au tribunal de Moissac, Jean-Baptiste La Boissière est élu député du Lot, le premier sur dix, à la Convention nationale. 
Lors du procès de Louis XVI, il vote la mort, se prononçant contre l'appel au peuple mais en faveur du sursis à l'exécution. Il ne participe ni au scrutin sur la mise en accusation de Jean-Paul Marat en avril 1793, ni au scrutin sur le rétablissement de la Commission des Douze en mai de la même année.
Il passe au Conseil des Anciens le 24 vendémiaire an IV (16 octobre 1795), dont il devient secrétaire. Il est nommé commissaire près l'administration centrale du département du Lot en l'an VI, puis juge suppléant au tribunal de première instance de la Seine en 1800.

## Écrits
- Réflexions intéressantes. Pour le jugement du procès. Pour les Sieurs Trubelle, freres, négocians à Toulouse, intimés. Contre Noble Fortic, prêtre & curé de St. Pierre de la même ville, appellant, 1766 [5].
- Observations pour les Sieurs Trubelle, freres, négocians de cette ville. Contre Me. Fortic, curé de St. Pierre de la même ville, 1766 [6].
- Mémoire pour les sieurs Joseph-Gabriel, & Antoine Trubelle, freres, négocians de Toulouse. Contre noble Guillaume Fortic, prêtre & curé de Saint Pierre de la même ville. Seconde édition, augmentée de quelques réflexions, pour servir de réponse, 1766[7].

## Sources
- Ressource relative à la vie publique :   - Base Sycomore
- « Jean-Baptiste La Boissière », dans Adolphe Robert et Gaston Cougny, Dictionnaire des parlementaires français, Edgar Bourloton, 1889-1891 [détail de l’édition]